# 桑頓 (加利福尼亞州)
桑頓（英語：Thornton）是位於美國加利福尼亞州聖華金縣的一個人口普查指定地區。

## 地理
桑頓的座標為38°13′34″N 121°25′29″W / 38.22611°N 121.42472°W，而該地最高點為海拔高度4米（即13英尺）。

## 人口
根據2010年美國人口普查的數據，桑頓的面積為5.580平方千米，當中陸地面積為5.508平方千米，而水域面積為0.072平方千米。當地共有人口1131人，而人口密度為每平方千米202人。